# Vīsāvadar
Vīsāvadar är en ort i Indien.   Den ligger i distriktet Jūnāgadh och delstaten Gujarat, i den västra delen av landet, 1 000 km sydväst om huvudstaden New Delhi. Vīsāvadar ligger 140 meter över havet och antalet invånare är 18 382.
Terrängen runt Vīsāvadar är platt. Runt Vīsāvadar är det ganska tätbefolkat, med 172 invånare per kvadratkilometer. Vīsāvadar är det största samhället i trakten. Trakten runt Vīsāvadar består till största delen av jordbruksmark.